# Verfassung Argentiniens

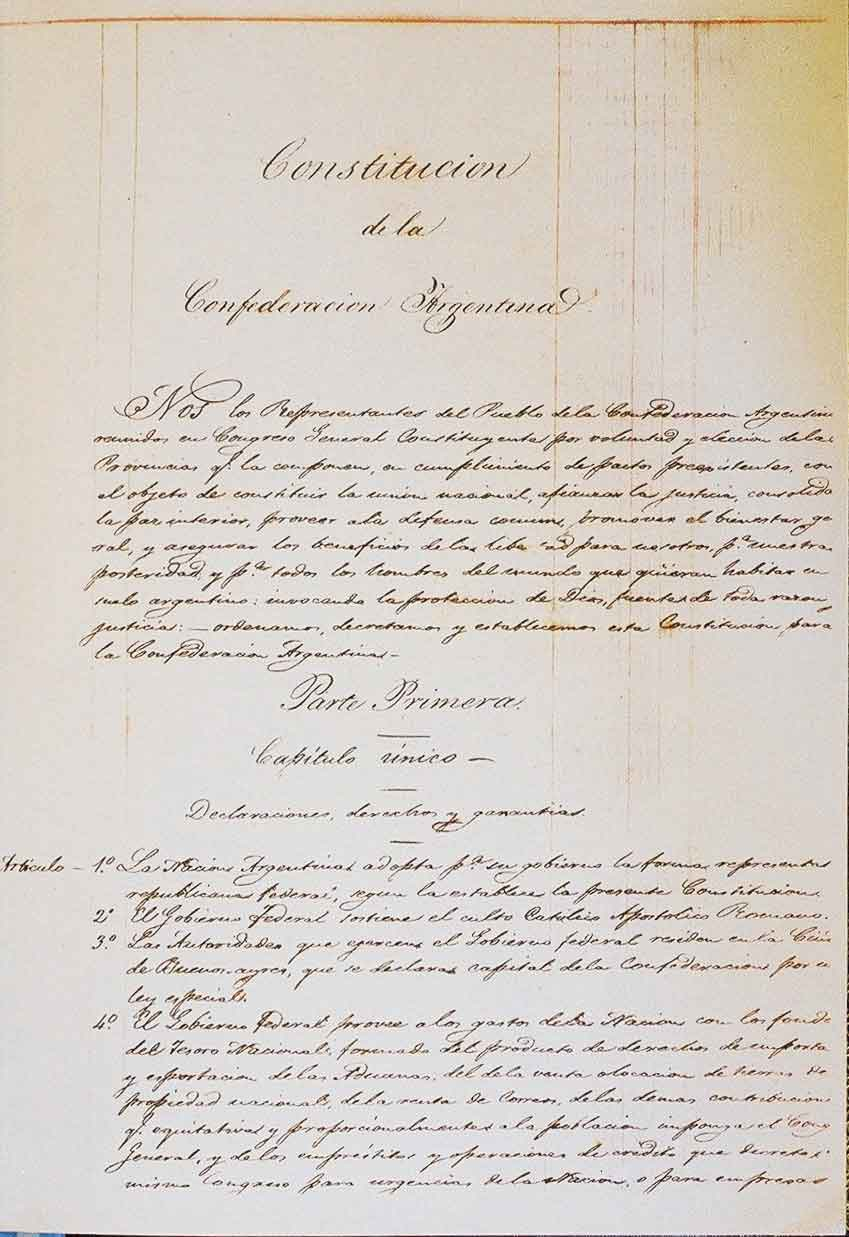
Deckblatt der Originalversion der Verfassung von 1853

Die Verfassung Argentiniens wurde am 1. Mai 1853 von der verfassunggebenden Versammlung Argentiniens beschlossen. Sie wurde 1860, 1866, 1898, 1949 und 1957 geändert; die aktuelle Fassung ist vom 22. August 1994.
Es gab schon 1819 und 1826 Verfassungen.
Hauptorgan der Exekutive ist der Präsident der Nation („Presidente de la Nación Argentina“, „Poder Ejecutivo Nacional“).
Die Legislative, der Congreso, besteht aus zwei Kammern.

## Präsident
Der Präsident ist Staatsoberhaupt und Regierungschef in Person und hat eine starke Stellung, unter anderem die Möglichkeit, per Dekret zu regieren. Er wird gemeinsam mit dem Vizepräsidenten, der ihn bei Abwesenheit vertritt, alle vier Jahre (bis 1995: alle sechs Jahre) in zwei Wahlgängen direkt gewählt. Um in der ersten Runde zu gewinnen, muss der siegreiche Kandidat 45 oder mehr Prozent der gültigen Stimmen erreichen oder bei einem Wert zwischen 40 und 45 % zehn Prozentpunkte Vorsprung vor dem Zweitplatzierten aufweisen, in allen anderen Fällen gibt es eine Stichwahl. Verzichtet einer der beiden erfolgreichsten Kandidaten in der ersten Runde auf die Teilnahme in der Stichwahl (zuletzt 2003), gilt der andere Kandidat als Sieger; der Drittplatzierte rückt in diesem Fall also nicht nach.
Eine Präsidentschaft ist höchstens während zwei aufeinander folgenden Perioden möglich, eine erneute Kandidatur nach einer Pause von vier Jahren ist erlaubt. Der Präsident muss unter anderem argentinischer Staatsbürger sein und musste bis zur Reform 1994 dem römisch-katholischen Glauben angehören.

## Legislative
Die Legislative, der Congreso, besteht aus Abgeordnetenkammer und Senat. 
Die Anzahl der Abgeordneten der Abgeordnetenkammer wird per Verhältniswahlrecht ermittelt und ist nach einem bestimmten Schlüssel auf die Provinzen verteilt. Die Abgeordneten werden für vier Jahre gewählt, jeweils die Hälfte der Abgeordneten alle zwei Jahre.
Die Anzahl der Senatoren beträgt drei je Provinz und drei für die autonome Stadt Buenos Aires. Der Senat wird im Gegensatz zur Abgeordnetenkammer nach einem Sonderfall des Mehrheitswahlrechts gewählt; zwei Senatorensitze erhält die Partei mit den meisten Stimmen, einen Sitz die Partei mit den zweitmeisten Stimmen. Die Senatoren werden für einen Zeitraum von sechs Jahren gewählt, alle zwei Jahre wird ein Drittel der Senatoren gewählt.